# Ionescuellum condei
Ionescuellum condei – gatunek pierwogonka z rzędu Acerentomata i rodziny Hesperentomidae.

## Taksonomia
Gatunek ten opisany został w 1965 roku przez Josefa Noska jako Hesperentomon condei. Lokalizację typową stanowi austriackie Frauenstein. Do rodzaju Ionescuellum przeniesiony został w 1982 roku przez Sørena L. Tuxena i Yin Wenying.

## Opis
Głowa z gruszkowatym pseudooczkiem wyposażonym w długi i szeroki, S-kształtny otwór oraz z gruczołami szczękowymi wyposażonymi w długą, rozszerzoną część kiełbaskokształtną. Tergity odwłokowe od drugiego do siódmego mają po osiem szczecin w przednich rzędach. Pierwsza i druga para odnóży odwłokowych wyposażona jest w naczynie końcowe, a trzecia para jest pozbawiona segmentowania.

## Rozprzestrzenienie
Gatunek europejski, znany tylko z północnych Włoch i Austrii. We Włoszech jest jedynym przedstawicielem rodziny Hesperentomidae